# التياترو الكبير
التياترو الكبير هو أحد المسارح التاريخيَّة العريقة في مدينة بيروت، بزغ نجمه خلال عقد الثلاثينيَّات من القرن العشرين. أُنشئ هذا المسرح في شارع الأمير بشير قرب منطقة المعرض في ما أصبح يُعرف اليوم بوسط بيروت، بِمُبادرةٍ فرديَّةٍ من جاك ثابت، وابتُدأ العمل في بناءه سنة 1927، بعد أن صمَّمه المُهندس المعماري يُوسُف أفتيموس، الذي كان سبق وصمَّم مبنى بلديَّة بيروت و«بيت بيروت» وبُرج ساعة الحميديَّة في السراي الكبير.
افتُتح المبنى في 10 مارس (آذار) 1929، في ظل الانتداب الفرنسي على سوريا ولبنان، وكانت انطلاقته بالمسرحية الغنائيَّة الأمريكيَّة «لا… لا يا نانيت» مُباشَرةً بعد نجاحها المُدوِّي في مسارح برودواي. سُمِّيت صالة المسرح «تياترو أَلف ليلة وليلة» لفخامة مقاعدها وشُرُفاتها ومقصُوراتها، وقُبَّتها التي تنفتح صيفًا للتبريد والتهوئَة، واستُخدمت في شتَّى الأنشطة الثقافيَّة في لُبنان: خشبةَ مسرح، وشاشةَ سينما، ومنبرَ احتفالات، فكان لها دورٌ في تكريس مكانة بيروت كعاصمة ثقافيَّة للمشرق العربي.

## التصميم
قُبيل تحويله لِمسرح، استُخدم المبنى مستودعًا لِلزوارق، حيثُ تذكر المصادر أنه كان من أملاك أبي عبد الله الشرقاوي. ثُمَّ صمَّمه أفتيموس ليكون مسرحًا كلاسيكيًّا من حيث الشكل، لِخدمة عُروض فرق الأوپرا التي كانت تأتي من أوروپَّا، فتميَّز بِبهوٍ فسيحٍ يتفرَّع منه درجان عريضان يؤديان إلى مقصوراته الفخمة وغُرف المُمثلين الفسيحة. وفي هذا، قال الكاتب نبيل أبو مراد واصفًا التياترو الكبير في كتابه «المسرح اللبناني في القرن العشرين»: «… دخلت، وتفرَّجت عليه، ودُهشت أمام هندسته وفخامته، وأستطيع الآن أن أصفه على الشكل التالي: مدخل أوَّل حيثُ شبابيك بيع التذاكر، فمدخل ثانٍ حيثُ صالة مُستديرة للانتظار، منها سُلَّمان إلى البلكون الأوَّّل الرئيسي، فإلى البلكون الثاني الثانوي. أمَّا فضاء الصالة فقد دُرس بِطريقةٍ مسرحيَّةٍ صرف، اذ احتلَّت الخشبة مساحة مُريحة، ووراءها جاءت الكواليس وغُرف المُمثلين المنظَّمة. كما وُزِّّعت مقاعد الجُلُوس بِالنسب المفروضة والمعقولة لِلمسرح. فاحتوت الأوركسترا على أربعمئة مقعد، والبلكون الأوَّل على مئة وخمسين، والثاني على ثمانين مقعدًا. بِشكلٍ عام، يُمكن القول إنَّ استعمال الفضاء والمساحات الداخليَّة لهذا المسرح خضع لجميع مُعطيات الرؤية والسمع والراحة والنظافة التي تميّز المسارح المُتخصِّصة التقليدية».

## أبرز العُرُوض المسرحيَّة
اعتلى خشبة التياترو الكبير الكثير من نُجُوم الطرب والغناء والتمثيل العرب والغربيين، فغنّى فيه مُحمَّد عبد الوهَّاب سنة 1931، وأُم كُلثُوم، ومثَّل على خشبته يُوسُف بك وهبي وبعض الفرق الأجنبيَّة كفرقة الكوميدي «فرانسيز» وباليه الشانزيليزيه، وأُقيمت فيه حفلات تمثيل كُبرى. فبالإضافةً إلى مسرحيَّات يُوسُف وهبي، كانت هناك مسرحيات لعلي الكسَّار، ومن أهم المسرحيَّات التي قُدّمت عليه كانت مسرحيَّات «كُرسي الاعتراف» و«الولدان الشريدان» و«راسبوتين» و«غرام الأعمى» عام 1936. والمسرحيَّة اللُبنانيَّة «عروس الخيام» من تأليف سلام فاخوري، التي قامت بِبُطُولتها سُعاد كريم. ومن رُوَّاد المسرح الآخرين كبار الشُعراء والكُتَّاب العرب أمثال الأخطل الصغير وأحمد شوقي.
بِحُلُول سنة 1950 تحوَّل المبنى من مسرح إلى صالة سينما دائمة، بعد أن كان يُستخدم لِلغرضين، فقد عُرضت فيه أفلام بارزة كفيلم «الوردة البيضاء» لعبد الوهَّاب وسميرة خلوصي، الذي قالت صُحُف تلك الحقبة أنَّ «الجماهير زحفت إِلى التياترو الكبير لمُشاهدة هذا الفيلم الذي، على أَثَره، باع محَلّ دباغيان من إِنتاج شركة بيضافون آلافَ الأُسطوانات وعلى غلافها صورةُ وردة بيضاء». وفيلم «غادة بنت الصحراء»، مع آسيا داغر وماري كويني، وفيلم «أُنشودة الفُؤَاد» لجورج أبيض ونادرة أمين، وذكَرت الصحافة أَنَّ خمسة «عشر أَلف متفرِّج أَقبلوا على مشاهدته في الأُسبوع الأَوَّل ما دفع إِدارة الصالة إِلى تمديد عرضه ثلاثة أَسابيع».
وفي هذا المسرح جرى حفل تأبين جبران خليل جبران مساءَ يوم الجُمعُة 21 آب (أغسطس) 1931، الذي حضره حشدٌ من الناس ومن كبار الساسة والأدباء والشُعراء، مثل رئيس الجمهوية شارل دبَّاس والمطران أنطُون عريضة ووزيرُ الداخليَّة مُوسى نمُّور ووزير المعارف جبران تويني، وأمين الريحاني، وخليل مطران، وميشال زكُّور، والأَخطل الصغير، وإلياس أبو شبكة، وآخرون.

## إيقاف العمل في التياترو
توقَّف العرض السينمائي في التياترو الكبير سنة 1982 أي بعد بدء الحرب الأهليَّة اللُبنانيَّة بسبع سنوات، ودُمِّر المبنى جرَّاء الأعمال القتاليَّة التي أتت على جميع معالم وسط بيروت العتيق. بعد انتهاء الحرب كانت هُناك محاولات لترميم المبنى وإعادة افتتاحه أمام الجُمهُور بِإشراف وزارة الثقافة اللُبنانيَّة، بِمُبادرةٍ من وزير الثقافة آنذاك غسَّان سلامة، وفنَّانين مثل المُمثلة المسرحيَّة نضال الأشقر والمُخرج نبيل الأظن، لكن المحاولات باءت بالفشل لكون التياترو مملوكًا لِشركة سوليدير الخاصَّة. وكانت الشركة سالفة الذِكر، المُكلَّفة بِإعادة تعمير وسط بيروت، قد سيَّجت البناء مُنذ سنة 1990 للحيلولة دون دُخُول العامَّة إليه، ووعدت بإعادة تأهيله وفتحه لِلجُمهُور، غير أنَّ ذلك لم يحصل، واقتصرت أعمال الترميم على هيكل التياترو الخارجي، وبقي ما في داخله خرابًا.
وفي سنة 2011 أعلنت شركة سوليدير أنها تُريد تحويل المبنى إلى «بوتيك أوتيل»، لكنه بقي على حاله دون أي تغيير. وفي سنة 2019، وبِخضام ثورة 17 تشرين الأوَّل، اجتاح المُتظاهرون وسط بيروت وملأوا ساحاتها، وتوافدوا بِالعشرات إلى داخل التياترو، ووصل بعضهم إلى سطحه حيثُ رفعوا العلم اللُّبناني على قبَّته في إشارةٍ رمزيَّةٍ إلى مُلكيَّة الناس لِلمعالم التاريحيَّة والحضاريَّة لِلمدينة، وأنَّها ليست مُلك أفراد أو شركات. أعادت شركة سوليدير تسوير المسرح بُعيد اقتحامه، مُستخدمةً الألواح الحديديَّة، وبرَّرت ذلك بأنَّ بعض المُتظاهرين أُصيبوا بِجراحٍ بداخله نتيجة حالته السيِّئة، وأعلنت أنَّ على الراغبين بدُخُوله العُبُور من المدخل الخلفي على مسؤوليتهم الخاصَّة.

## معرض الصُور

ملَّالة لقوى الأمن الداخلي أمام التياترو الكبير سنة 1975.
الخراب الذي لحق بالتياترو الكبير سنة 1980، جرَّاء الحرب الأهليَّة.
الخراب الذي لحق بالواجهة.
أطلال التياترو من الداخل سنة 2019.

## روابط خارجية
- المحتجّون اللبنانيون يستعيدون "التياترو الكبير" على يوتيوب عبر قناة الميادين
- "التياترو الكبير" يشهد عروض الانتفاضة - فن الخبر على يوتيوب عبر قناة الجديد